# Telegrafie

Telegraf (schemă):
1.stația de transmisie,
2.stația de recepție,
3.manipulator,
4.baterie (sursă de curent),
5.împământare (masă),
6.linie de telegraf (cablu),
7.electromagnet,
8.știft de imprimare,
9.rolă cu banda de hârtie,
10.cilindru de imprimare,
11.role de avans,
12.banda de hârtie imprimată.

Telegrafia (din greacă: τῆλε têle, „la distanță” și γράφειν gráphein, „a scrie”) este transmiterea la distanțe mari de mesaje textuale ori simbolice, fără a fi nevoie de predarea fizică a obiectului purtător de mesaj. Astfel, semaforul alfabetic⁠(fr)[traduceți] este o variantă a telegrafiei, pe când curieratul prin porumbei, nu. 

## Generalități
Telegrafia reprezintă modul de transmitere a informațiilor prin impulsuri nemodulate, folosind un anume cod. Cel mai cunoscut cod este cel propus de Samuel Finley Breese Morse (1791-1872), în anul 1838, cod cunoscut în România sub denumirea de „alfabetul Morse". 
Șase ani mai târziu, în 1844, cu sprijinul inginerului Alfred Vail (1807-1859), Morse realizează primul telegraf electric cu care creează legătura telegrafică între Washington și Baltimore.
Sistemul a fost rapid adoptat de serviciile poștale și de căi ferate din S.U.A.
În perioada de început a telecomunicațiilor fără fir, telegrafia Morse a fost intens folosită de marile companii, deoarece anterior invenției, omul a fost limitat, prin timp și spațiu, să comunice cu alții aflați departe folosindu-se de propria forță ori de cea a animalului. La sfârșitul secolului al XIX-lea, prin dezvoltarea economiei globale, parțial datorită invenției, omul de rând a putut și el folosi din plin această mesagerie. Pe măsură ce alte moduri de comunicare au fost dezvoltate, telegrafia a pierdut teren datorită ratei scăzute a informațiilor transmise, dar și datorită faptului că necesita o pregătire specială a operatorilor. 
| [ 4 ] | Înaintea telegrafiei, o scrisoare trimisă prin poștă din Londra dura |
| ----- | -------------------------------------------------------------------- |
| zile  | să ajungă în                                                         |
| 12    | New York, S.U.A.                                                     |
| 13    | Alexandria, Egipt                                                    |
| 19    | Constantinopol, Imperiul otoman                                      |
| 33    | Mumbai, India                                                        |
| 44    | Calcutta, provincia Bengal, India                                    |
| 45    | Singapore                                                            |
| 57    | Shanghai, China                                                      |
| 73    | Sydney, Australia                                                    |

În prezent, serviciile comerciale au renunțat la telegrafia Morse. În principiu, singurii ce o mai folosesc sunt radioamatorii. Țările care au menținut serviciul „demodat” (într-o formă sau alta) sunt: Bahrainul, Belgia, Canada, Elveția, Franța, Germania, Iranul, Israelul, Italia, Japonia, Marea Britanie, Mexicul, Noua Zeelandă, Rusia, Serbia, S.U.A., Slovenia și Ungaria.  
Principalul avantaj al comunicațiilor în codul Morse rămâne faptul că prin acest mod se pot realiza comunicații chiar în condiții extrem de dificile (paraziți atmosferici și industriali, bruiaje, trafic aglomerat etc.), semnalul nemodulat fiind mai „penetrant” decât cel modulat.